# Bü 131
比克爾 Bü 131 青年（德語：Bücker Bü 131 Jungmann），是1930年代的基礎型教練機，後來納粹德國空軍用之於第二次世界大戰。

## 简介
Bü131 青年（音譯榮格曼）是纳粹德国主要的战前和战时教练机，虽说其性能比同时期教练机性能不佳，其衍生型号也不多，但它产量很大，并且受人喜欢。
1930年代，纳粹空军需要一种新型初级教练机以跟上现代步伐。有亨克尔，阿拉德，比可儿三家公司参与竞争。最终比可儿的131型在竞争中获胜，并获得210架的初始订单。
1937年，比可儿公司又推出了在131型基础上加装武器和炸弹用于近程支援的132型，参加1934年的近程支援机竞争，但被亨舍尔的Hs 123俯衝轟炸機击败。

## 主要型号
- Bü131A：原型机，未大量生产。
- Bü131B：最主要的生产型号。据非官方统计，至少生产了20000架，其中约三分之一出口到外国，均被用作教练机。
- Bü131C：换装BMW170V8发动机的夜间骚扰机，仅生产45架
- Bü131D：出口型号，性能和B型一致。

## 性能数据

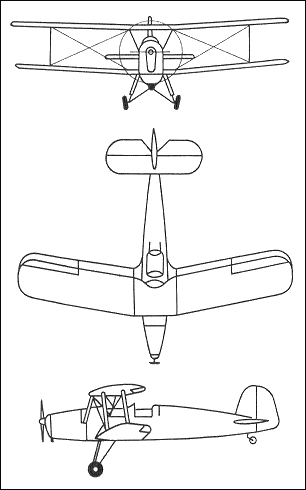
Bü 131

以产量最多的B型为例
- 乘员：2人
- 动力：Hirth HM 504 直列4缸
- 功率：105马力/78千瓦
- 最高速度：183km/h
- 航程：650km
- 升限：3000m
- 翼展：7.4m
- 机长：6.6m
- 高度：2.25m
- 机翼面积：13.5m2
- 机重：390kg
- 最大起飞重量：680kg

## 使用国家
- 纳粹德国
- 捷克斯洛伐克
- 日本
- 意大利